# Parlamento Longo

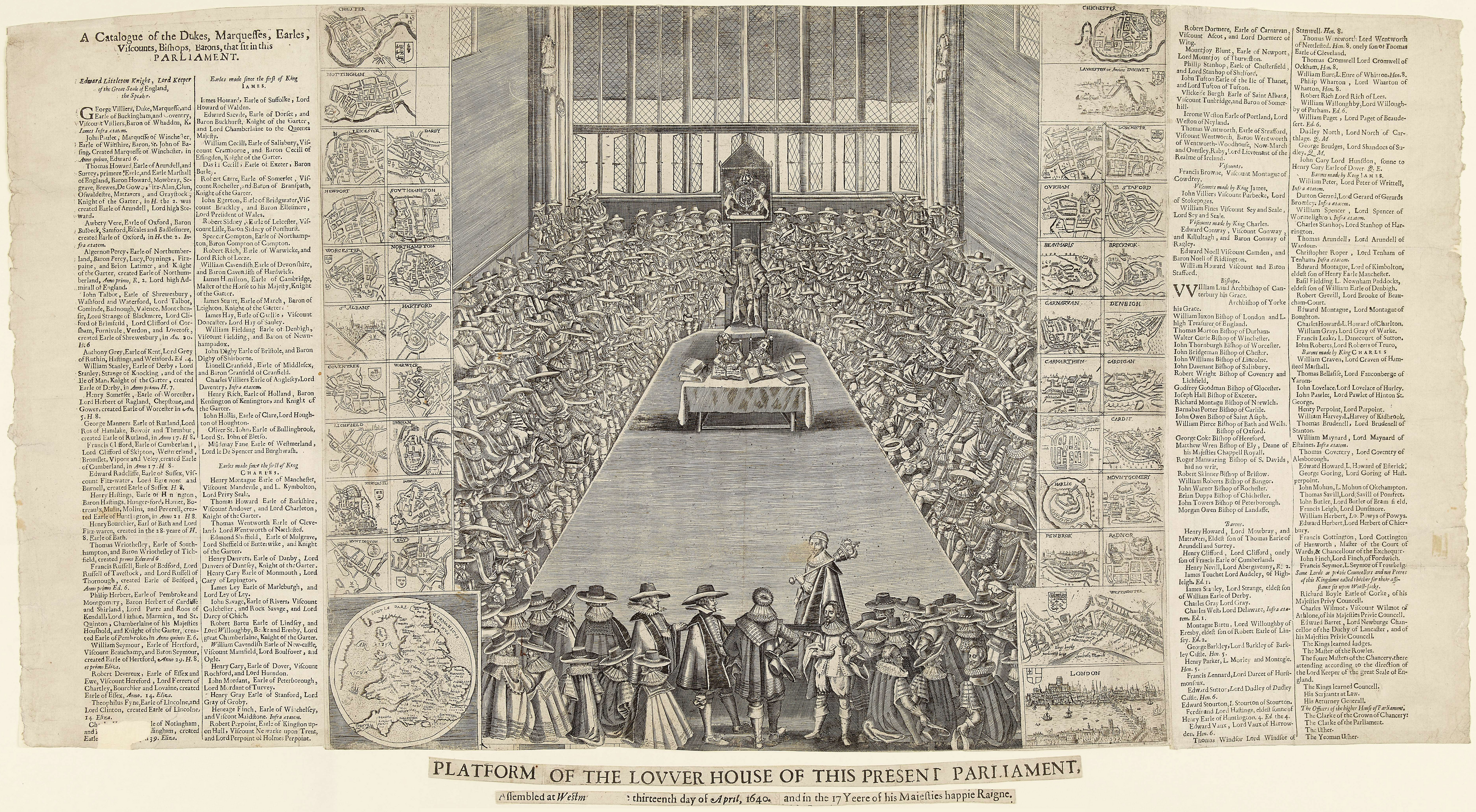
Sessão do Longo Parlamento, 1640

O Long Parliament (em português: Parlamento Longo) foi um Parlamento Inglês que durou de 1640 até 1660. Seguiu-se o fiasco do Short Parliament (Parlamento Curto), que se reuniu por apenas três semanas durante a primavera de 1640 após uma ausência parlamentar de 11 anos. Em setembro de 1640, o rei Carlos I emitiu mandados convocando um parlamento para se reunir em 3 de novembro de 1640. Ele pretendia aprovar contas financeiras, um passo necessário pelos custos das Guerras dos Bispos na Escócia. O Long Parliament recebeu seu nome pelo fato de que, por Ato do Parlamento, estipulou que só poderia ser dissolvido com o acordo dos membros; e esses membros não concordaram com sua dissolução até 16 de março de 1660, após a Guerra Civil Inglesa e perto do fim do Interregno.
O parlamento sentou-se de 1640 até 1648, quando foi expurgado pelo New Model Army. Após este ponto, os membros restantes da Câmara dos Comuns ficaram conhecidos como o Rump Parliament; Oliver Cromwell dissolveu o Rump em abril de 1653, substituindo-o por uma sucessão de parlamentos nomeados e eleitos.
No caos que se seguiu à morte de Cromwell em setembro de 1658, o Rump foi reinstalado em maio de 1659 e, em fevereiro de 1660, o general George Monck permitiu que os membros impedidos em 1648 retomassem seus assentos, para que pudessem aprovar a legislação necessária para permitir a Restauração. e dissolver o Parlamento Longo. Isso abriu caminho para a eleição de um novo parlamento, conhecido como Parlamento da Convenção. Alguns membros-chave do Parlamento Longo, como Sir Henry Vane, o Jovem, e o General Edmond Ludlow foram barrados dos atos finais do Long Parliament. Eles alegaram que o parlamento não foi legalmente dissolvido, seus votos finais uma irregularidade processual (as palavras usadas contemporaneamente foram "dispositivo" e "conspiração") pelo general George Monck para garantir a restauração do rei Carlos II da Inglaterra. Na restauração o general foi premiado com um ducado.
O Longo Parlamento mais tarde se tornou um momento chave nas histórias Whig do século XVII. O historiador Whig americano Charles Wentworth Upham acreditava que o Long Parliament compreendia "um conjunto dos maiores gênios do governo que o mundo já viu embarcados em uma causa comum" e cujas ações produziram um efeito que, na época, tornou seu país a maravilha e admiração do mundo, e ainda é sentida e exibida muito além das fronteiras daquele país, no progresso da reforma e no avanço da liberdade popular. Ele acreditava que seus princípios republicanos o tornaram um precursor da Guerra Revolucionária Americana.